# 肖恩·奧普瑞
肖恩·奧普瑞（Sean O'Pry；1989年7月5日—），美國男模特兒。他是高級時裝品牌：Calvin Klein、Versace Eyewear、Bottega Venetta的代言人。肖恩上過Vogue Hommes International及i-D等雜誌封面或內頁，也有參與Yves Saint Laurent、Lacoste、Marc by Marc Jacobs等著名時裝及奢侈品的時裝展。
肖恩在models.com的Top 50 Male Guys排第一位，和The Money Guys排名第五位。2009年被《福布斯》评选为最成功男模榜单第一名，2013年、2014年蝉联全球收入最高男模第一名。
曾在美国歌坛天后瑪丹娜的MV“Girl Gone Wild”当中亮相，也曾出演美国人气女歌手Taylor Swift的MV“Blank Space”。